# Dilhani Lekamge
Nadeesha Dilhani Lekamge (14 gennaio 1987) è una giavellottista singalese.

## Biografia
Nove volte campionessa nazionale dello Sri Lanka nel lancio del giavellotto, ai campionati asiatici di atletica leggera di Pune 2013 si posiziona ottava, mentre ai Giochi dell'Asia meridionale di Guwahati 2016 arriva quarta in classifica.
Nel 2017 conquista la medaglia d'argento ai campionati asiatici di Bhubaneswar e nel 2018 si classifica quinta ai Giochi del Commonwealth di Gold Coast. Nel 2019 conquista la medaglia d'oro ai Giochi dell'Asia meridionale di Katmandu.
Nel 2023, dopo aver ottenuto la medaglia di bronzo ai campionati asiatici di Bangkok, prende parte ai campionati del mondo di Budapest, dove però non riesce a qualificarsi per la finale. Poco più di un mese dopo, ai Giochi asiatici di Hangzhou conquista la medaglia d'argento e porta il record nazionale singalese del lancio del giavellotto a 61,57 m.
Nel 2024 è medaglia di bronzo ai campionati asiatici di lanci di Mokpo e il 25 luglio è portabandiera per lo Sri Lanka alla cerimonia di apertura dei Giochi olimpici di Parigi.

## Record nazionali
- Lancio del giavellotto: 61,57 m ( Hangzhou, 3 ottobre 2023)

## Progressione

### Lancio del giavellotto
| Stagione | Misura  | Luogo       | Data       | Rank. Mond. |
| -------- | ------- | ----------- | ---------- | ----------- |
| 2024     | 57,94 m | Mokpo       | 15-6-2024  |             |
| 2023     | 61,57 m | Hangzhou    | 3-10-2023  | 22ª         |
| 2022     | 59,41 m | Diyagama    | 17-9-2022  | 48ª         |
| 2021     | 56,94 m | Colombo     | 15-6-2021  | 88ª         |
| 2020     | 48,99 m | Colombo     | 28-12-2020 | 303ª        |
| 2019     | 55,02 m | Katmandu    | 7-12-2019  | 141ª        |
| 2018     | 58,41 m | Diyagama    | 27-1-2018  | 51ª         |
| 2017     | 58,11 m | Bhubaneswar | 6-7-2017   | 67ª         |
| 2016     | 56,92 m | Diyagama    | 14-8-2016  | 85ª         |
| 2015     | 55,29 m | Diyagama    | 20-12-2015 | 106ª        |
| 2014     | 56,57 m | Colombo     | 15-7-2014  | 75ª         |
| 2013     | 53,92 m | Colombo     | 15-6-2013  | 129ª        |
| 2012     | 55,76 m | Colombo     | 10-11-2012 | 101ª        |
| 2011     | 49,06 m | Diyagama    | 8-9-2011   | 333ª        |
| 2010     | 52,28 m | Colombo     | 13-9-2010  | 169ª        |
| 2009     | 47,59 m | Colombo     | 9-9-2009   | 390ª        |
| 2007     | 45,06 m | Colombo     | 21-5-2007  | –           |

## Palmarès
| Anno | Manifestazione               | Sede        | Evento                 | Risultato | Prestazione | Note             |
| ---- | ---------------------------- | ----------- | ---------------------- | --------- | ----------- | ---------------- |
| 2013 | Campionati asiatici          | Pune        | Lancio del giavellotto | 8ª        | 50,98 m     |                  |
| 2016 | Giochi dell'Asia meridionale | Guwahati    | Lancio del giavellotto | 4ª        | 52,17 m     |                  |
| 2017 | Campionati asiatici          | Bhubaneswar | Lancio del giavellotto | Argento   | 58,11 m     |                  |
| 2018 | Giochi del Commonwealth      | Gold Coast  | Lancio del giavellotto | 5ª        | 56,02 m     |                  |
| 2019 | Giochi dell'Asia meridionale | Katmandu    | Lancio del giavellotto | Oro       | 55,02 m     |                  |
| 2023 | Campionati asiatici          | Bangkok     | Lancio del giavellotto | Bronzo    | 60,93 m     |                  |
| 2023 | Mondiali                     | Budapest    | Lancio del giavellotto | 22ª (q)   | 55,89 m     |                  |
| 2023 | Giochi asiatici              | Hangzhou    | Lancio del giavellotto | Argento   | 61,57 m     | Record nazionale |
| 2024 | Campionati asiatici di lanci | Mokpo       | Lancio del giavellotto | Bronzo    | 57,94 m     |                  |
| 2024 | Giochi olimpici              | Parigi      | Lancio del giavellotto | 32ª (q)   | 53,66 m     |                  |

## Campionati nazionali
- 9 volte campionessa singalese assoluta del lancio del giavellotto (2009, 2012, 2014, 2016, 2018, 2021-2024)

2009
- Oro ai campionati singalesi assoluti, lancio del giavellotto - 46,29 m

2010
- Argento ai campionati singalesi assoluti, lancio del giavellotto - 46,30 m

2012
- Oro ai campionati singalesi assoluti, lancio del giavellotto - 55,76 m

2014
- Oro ai campionati singalesi assoluti, lancio del giavellotto - 55,87 m

2015
- Argento ai campionati singalesi assoluti, lancio del giavellotto - 52,40 m

2016
- Oro ai campionati singalesi assoluti, lancio del giavellotto - 56,06 m

2018
- Oro ai campionati singalesi assoluti, lancio del giavellotto - 54,45 m

2019
- Argento ai campionati singalesi assoluti, lancio del giavellotto - 50,62 m

2020
- Argento ai campionati singalesi assoluti, lancio del giavellotto - 48,99 m

2021
- Oro ai campionati singalesi assoluti, lancio del giavellotto - 52,88 m

2022
- Oro ai campionati singalesi assoluti, lancio del giavellotto - 55,03 m

2023
- Oro ai campionati singalesi assoluti, lancio del giavellotto - 58,56 m

2024
- Oro ai campionati singalesi assoluti, lancio del giavellotto - 55,77 m